# Economía de San Bartolomé
La economía de San Bartolomé se basa en el turismo y el comercio minorista libre de impuestos. La moneda oficial de St. Barthélemy es el euro.

## Turismo

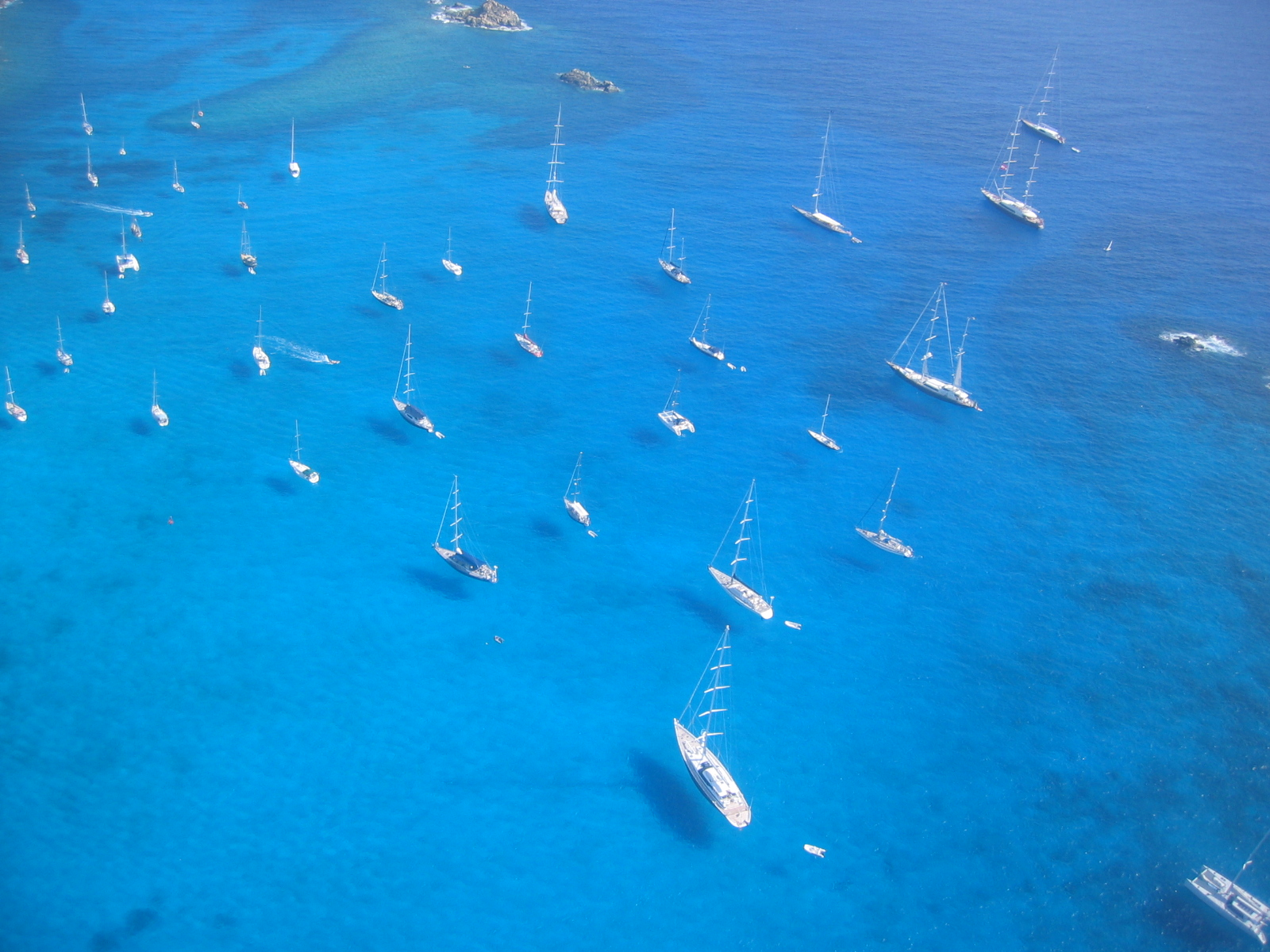
Veleros y yates en St. Barts

La inversión internacional y la riqueza generada por los turistas explican el alto nivel de vida en la isla. La mayor parte de los alimentos se importan de Estados Unidos o Francia. El turismo atrae a unos 200.000 visitantes cada año. Como resultado, hay un auge en la actividad de construcción de viviendas que atiende a los turistas y también a los residentes permanentes de la isla.
St. Barthélemy tiene alrededor de 25 hoteles, la mayoría con 15 habitaciones o menos; el más grande tiene 58 habitaciones. Los hoteles están clasificados al estilo tradicional francés; 3 estrellas, 4 estrellas y 4 estrellas de lujo. De particular interés son Eden Rock y Cheval Blanc. Hotel Le Toiny, el hotel más caro de la isla, tiene 12 habitaciones. La mayoría de los lugares de alojamiento son villas privadas, de las cuales hay unas 400 disponibles para alquilar en la isla. La industria turística de la isla, aunque cara, atrae a 70.000 visitantes cada año a sus hoteles y villas; otras 130.000 personas llegan en barco. También atrae mano de obra de Portugal. El apogeo del turismo es la víspera de Año Nuevo, con celebridades y ricos que convergen en la isla en yates de hasta 170 metros (550 pies) de eslora para la ocasión.

## Agricultura
La producción agrícola en la isla es difícil dado el terreno seco y rocoso, pero los primeros colonos lograron producir hortalizas, algodón, piña, sal, plátanos y también pesca. [Cita requerida] La batata también se cultiva en parcelas.

## Artesanías
Corossol se destaca por sus artesanías; tejer sombreros y bolsos con hojas de palma es una actividad económica de bajos ingresos de los pueblos indígenas.